# Mecapaca
 (juillet 2013).
Si vous disposez d'ouvrages ou d'articles de référence ou si vous connaissez des sites web de qualité traitant du thème abordé ici, merci de compléter l'article en donnant les références utiles à sa vérifiabilité et en les liant à la section « Notes et références ».
Mecapaca est un petit village situé dans le département de La Paz, province de Pedro Domingo Murillo, à une heure au sud de la ville de La Paz en Bolivie.